# J.J.A. Worsaae
Jens Jacob Asmussen Worsaae (født 14. marts 1821 i Vejle, død 15. august 1885 på Hagestedgård, Holbæk) var en dansk museumsmand, arkæolog og historiker.

## Opvækst og første arkæologiske afhandlinger
Han var født i Vejle som søn af amtsforvalter, justitsråd Jens Worsaae,
en bondesøn fra Vendsyssel, og Margrethe Elisabeth Berthelsen, en præstedatter fra Vang i Thy. Sønnen Jens Jacob var femte barn blandt 11. Han viste tidlig fortrinlige anlæg, navnlig en livlig opfattelse og en udmærket hukommelse. I 1834 blev han sat i Horsens lærde skole, men overflyttedes allerede 1836 til Borgerdydskolen i København, hvorfra han to år senere blev student.
Allerede i den tidlige ungdom havde hans interesser, vakte og nærede af faren, særlig gået i historisk og arkæologisk retning. I højene om det nærliggende Jelling havde han foretaget sine første små undersøgelser. Således faldt det naturligt, at han som student blev draget til Det Kgl. Museum for Nordiske Oldsager, ved hvilket han blev ansat og til 1843 gjorde tjeneste som assistent. En tid tegnede det dog til, at Worsaaes vej skulle blive en anden end den arkæologiske. Faren blev syg og døde snart efter i 1840 og sønnen måtte i denne tid afbryde sine studier og drage til Vejle for at støtte først faren, siden moren, der sad i trange kår med den store børneflok. For hurtigere at komme i vej tænkte han en tid på at studere jura. Snart opgav han dog dette, og slog ind på den bane, som han siden ikke forlod.
I årene 1838-1839 havde han foretaget sine første arkæologiske undersøgelser og givet meddelelser om dem i Annaler for nordisk Oldkyndighed og Historie. Allerede her gjorde hans evne til sikker kritisk iagttagelse og livlig fremstilling sig gældende. De samme åndsegenskaber var det, som snart gjorde hans navn kendt i videre kredse. I 1835 var der i en mose ved Vejle fundet et mumificeret kvindelig ("dronning Gunhild"), som N.M. Petersen, med den ældre skoles tilbøjelighed til på et løst grundlag at sætte arkæologiske fund og begivenheder kendt fra skriftlige kilder i forbindelse med hinanden, havde ment kunne være af den norske dronning Gunild, der ifølge en beretning, efter at være lokket til Danmark, blev nedsænket i en mose. I Historisk Tidsskrift (3. bind 1841-1842) rettede den ganske unge Worsaae en skarp kritik herimod, påviste dels i den første artikel, dels i et senere svar på en replik af N.M. Petersen, løsheden i argumenternes opbygning og hævdede som sit princip, at man måtte bort fra den ældre forsknings fantastiske hypoteser, hvorved "ikke faa Urigtigheder have indsneget sig i Historien, hvilke man kun med Møje og Tidsspilde atter kan modbevise og bortrydde". Selv modstanderen indrømmede kritikkens berettigelse.
En ikke mindre glimrende videnskabelig sejr vandt Worsaae snart efter over en anden af de ældres hovedmænd, Finn Magnusen. Det drejede sig om nogle aftegninger på en klippe, Runamo i Blekinge, der i årenes løb gentagne gange var blevet undersøgt, og hvilke Finn Magnusen nu havde tydet som en runeindskrift med allittererede vers på oldnordisk. På gentagne rejser til stedet gennemgik Worsaae det hele meget omhyggeligt, lod det tegne og tog aftryk, hvorefter han i 1844 i Runamo og Braavalleslaget til evidens godtgjorde, at de ældre tegninger og derfor også Finn Magnusens tydning var ganske urigtige, og at det kun var naturlige revner i klippen.
Trods det skarpe i indholdet havde Worsaaes indlæg i disse sager været prægede af respekt for de i øvrigt så højt fortjente mænd, han angreb, og havde også ved deres formelle fortrin vundet almindelig sympati. I en højere grad blev det tilfældet med et mere positivt bidrag fra de samme år. Efter bestyrelsens opfordring holdt han i Selskabet for Trykkefrihedens rette Brug et foredrag om Danmarks oldtid. Den unge Worsaaes tiltalende optræden og slebne form vakte her megen opsigt og vandt ham mange venner. Den nærmeste følge blev, at selskabet besluttede at udgive foredraget. Det udkom under titlen Danmarks Oldtid, oplyst ved Oldsager og Gravhøje (1843) og vandt efter den tids forhold ganske ualmindelig udbredelse (9000 eksemplarer), ligesom det blev oversat på tysk og engelsk. Men skriftet danner også epoke i dansk arkæologisk litteratur. Der blev her for første gang siden fremkomsten af Christian Jürgensen Thomsens Ledetraad givet læseverdenen en samlet fremstilling af den sum af kundskab, som indtil da var vundet. Hvad der skaffede dette mærkelige skrift den store udbredelse, var vel mest den kundskabsfylde, hvorom det vidnede, og den kærlighed til stoffet, der alle vegne prægede den smukke, livlige fremstilling, og som gør, at det endnu læses med stor fornøjelse. Dets hovedbetydning ligger dog i den videnskabelige, kritiske behandling af det arkæologiske materiale, der her for første gang er gennemført. Med dette skrift indtræder oldtidskundskaben blandt de videnskabeligt dyrkede fag.

## Karriere til 1866
Således blev Worsaaes navn tidligt kendt, og vejen banedes for ham. Forskellig støtte blev ham til del (således blev han alumne på Elers Kollegium), men navnlig fik han lejlighed til, dels med offentlig og kongelig, dels med privat understøttelse, at uddanne sig på rejser, således allerede 1842-1845 i Sverige, Norge og Tyskland. Derefter foretog han i de to følgende år på offentlig bekostning en række undersøgelser af de nationale oldtidsminder og især minderne om de danske og nordmændene i England, Skotland og Irland. Under denne rejse kom han i nær berøring med det engelske højaristokrati, hvilket efter hans eget udsagn kom til i ikke ringe grad at præge hans væsen og give ham den formfulde optræden, som siden var ejendommelig for ham.
Efter hjemkomsten blev han 22. december 1847, kun 26 år gammel, udnævnt til inspektør over de antikvariske mindesmærker i Danmark. Det var en ganske ny stilling, der herved oprettedes for ham. Det blev hans opgave at foranstalte og i fremtiden våge over fredningen og bevaringen af de vigtigste antikvariske mindesmærker, "saasom Stensætninger, Stendysser, Jættestuer, Gravhøje, Runestene, Voldsteder, Borg- og Slotsruiner, gamle Kirker og lignende arkitektoniske Mindesmærker samt andre mærkelige Levninger fra ældre Tider", altså en selvstændig stilling ved siden af Thomsens som leder af Oldnordisk Museum. Han fik tillige sæde i Oldsagskommissionen, der imidlertid ophævedes i 1849, hvorefter Thomsen og Worsaae dannede et samlet tilsyn med oldtidsminderne i det hele, i og uden for museet. Tillige blev han, der 1854 havde fået professortitel, 2. maj 1855 ansat ved Københavns Universitet som docent i nordisk arkæologi. Indtil foråret 1866 holdt han derefter forelæsninger over en række arkæologiske og kulturhistoriske emner.
Allerede tidligere var Worsaae trådt i forhold til ledende kredse, også ved hoffet, og havde i Christian 8. vundet en interesseret kunstven for sig. I endnu meget nærmere forhold trådte han til Frederik 7., der selv var stærkt arkæologisk interesseret. I 1858 blev han udnævnt til inspektør, 1866 med en titelforandring direktør for De Danske Kongers Kronologiske Samling på Rosenborg. Ligeledes fik han 1861 titel af direktør for mindesmærkernes bevaring og 1864 etatsrådstitel.

## Arkæologiske arbejder 1847-1866
Denne efter danske forhold glimrende og hurtige karriere var opbygget på en fortsat videnskabelig virksomhed af stort omfang. Så tidligt som i 1846 havde han i Blekingske Mindesmærker fra Hedenold leveret et smukt sammenfattende arbejde over de arkæologiske hovedforhold ved et enkelt landskab. Men ellers drejede hans forskning sig i tidsrummet 1847-1866 mere end i nogen anden periode om detailspørgsmålene, især de vidtrækkende kronologiske forhold. Han var således sammen med Japetus Steenstrup og Johan Georg Forchhammer medlem af den komité, som fra 1848 undersøgte de bekendte skallag, der hurtig erkendtes at være affaldsdynger fra stenalderen (køkkenmøddinger).
Hvorvidt opdagelsen heraf skyldes Worsaae, er ikke helt vist. Det ældste nu foreliggende om dette spørgsmål synes dog at være en dagbogsoptegnelse af ham fra 1850. Det følgende år meddelte Worsaae opdagelsen i Oldskriftselskabet, samtidig med at Steenstrup gjorde det i Videnskabernes Selskab. Under de fortsatte undersøgelser hævdede Worsaae, at affaldsdyngerne stammede fra et andet, ældre afsnit af stenalderen end de store stengrave, dysser og jættestuer. Herved førtes han ind i en lang polemik mod Steenstrup, der opfattede affaldsdynger og stengrave som to forskellige sider af samme kultur. Striden, der til tider ikke savnede skarphed, har dog nu væsentlig historisk interesse. Et siden da fremkommet meget forøget materiale har vist, at Worsaaes opfattelse i hovedsagen var den rette (Meddelelser i Videnskabernes Selskabs Oversigt 1848, 1851, 1853-55, Antiquarisk Tidsskrift 1850; Videnskabernes Selskabs Forhandlinger 1859 og 1861). Samtidig førte hans studier over jernalderen ham først til at finde nærmere kronologiske holdepunkter for dens begyndelse og senere, navnlig på basis af de store mosefund, der just da begyndte at fremkomme, til at dele kulturperioden i først to, senere tre afsnit (Annaler for nordisk Oldkyndighed og Historie 1847, 1849, 1850. Videnskabernes Selskabs Oversigt 1867. Aarbøger for nordisk Oldkyndighed og Historie 1867). Endelig havde hans studier over bronzealderen ført til en deling i et ældre og et yngre afsnit og til udskillelse af en række fund af særlig betydning.
I 1854 udgav han det populære og meget udbredte afbildningsværk Afbildninger fra det kongl. Musæum for nordiske Oldsager, og i 1865 (foruden i dette og foregående år forskellige populære skrifter i national retning): Om Slesvigs eller Sønderjyllands Oldtidsminder(universitetsprogram). Nedenfor skal hans omfattende virksomhed som direktør for mindesmærkernes bevaring og for Rosenborg blive omtalt. Endvidere falder i dette tidsrum en række smukke historiske og historisk-arkæologiske arbejder.

## Virksomhed 1866-1885
Således stod Worsaae som den dygtige administrator og den fra alle sider højt ansete forsker, da "gamle Thomsen" i 1865 lukkede sine øjne. Det måtte være naturligt, at Worsaae blev hans efterfølger. I 1866 udnævntes han til direktør for Museet for nordiske Oldsager og de øvrige, Thomsen underlagte, samlinger, omtrent samtidig med, at han blev vicepræsident i Oldskriftselskabet. Som følge heraf opgav han sit docentembede.
Det var et vidt omfattende arbejde, der således var ham overdraget, og han fik god brug for den udmærkede evne til at ordne og administrere, som allerede længe var kommet Rosenborgmuseet til gode. Han havde her modtaget såvel bygningen som samlingen i en så ringe tilstand, at de ledende mænd inden for de kunstelskende kredse ikke regnede synderlig med den, og med nogen ringeagt betragtede den som opbevaringssted for kongernes "gamle Klæder og Tøfler". Gennem en lang årrække, hvor pengemidlerne til stadighed var små, og der derhos idelig måtte krydses mellem skiftende stemninger hos kongen og åben eller skjult modstand fra grevinde Danner og andre, lykkedes det Worsaae heraf virkelig at tilvejebringe en karakteristisk og sluttet helhed. Betydelige forøgelser tilkom navnlig ved Frederiksborg Slots brand og ved kongens død. Under denne virksomhed blev hans nære forhold til de ledende kredse ham til overordentlig støtte. Ved siden af den nationale, danske samling (Oldnordisk Museum) vedblev Rosenborgsamlingen vel nok at stå hans hjerte nærmest, og han bragte den i virkeligheden så vidt, at der siden kun har været lidt at ændre eller tilføje. For sit arbejde ved Rosenborg har han med en selv i erindringsværker usædvanlig oprigtighed gjort rede i det til udgivelse efter hans død bestemte arbejde, Optegnelser om Rosenborgsamlingen i 25 Aar (1858-83) (udkommet 1886).
Med samme energi virkede Worsaae efter sin udnævnelse ved de øvrige samlinger, der nyordnedes i en form, der først blev ændret i 1892 med oprettelsen af Nationalmuseet. Ophævelsen af Museet for Skulptur og Kunstflid skaffede plads for en stærk udvikling af Det Kongelige Etnografiske Museum. Ved overflytning af Den Kongelige Mønt- og Medaillesamling fra Rosenborg til Prinsens Palais tilvejebragtes betydelige forbedringer for begge museer. Etnografisk museum nyordnedes og opstilledes, og Oldnordisk Museum fik ligeledes ny opstilling og holdtes ved stadige ændringer i overensstemmelse med forskningens resultater til enhver tid. Det hele bragtes nu for første gang i system og indbyrdes sammenhæng. Som formand i bestyrelsen for det nye Det Nationalhistoriske Museum på Frederiksborg Slot havde han en hovedandel i denne samlings udvikling, ligesom også Dansk Folkemuseum, der efter hans tanke skulle slutte sig til og senere optages som en fortsættelse af de danske samlinger i Prinsens Palais, i høj grad nød hans råd og støtte. Det var Worsaaes tanke, at museerne skulle samle sig til et helhedsbillede af den almindelige kulturudvikling og specielt Danmarks kulturhistorie. Han søgte her som overalt i sin virksomhed at gøre de store, almene synspunkter gældende. Ved ham blev samlingerne til virkelig videnskabelige, velorganiserede institutioner. Hans ejendommelige evne til at vinde både modstandere og medarbejdere for sig lod hele dette arbejde foregå uden større brydninger. Denne virksomhed kan en senere tid ikke påskønne nok.
Delingen mellem museet og Direktionen for Mindesmærkernes Bevaring bibeholdt han også efter 1866. Straks efter sin ovenfor omtalte udnævnelse i 1847 begyndte han en lang række af rejser rundt om i landet, således at alle de betydelige mindesmærker blev beset. Han påbegyndte de to arbejder, der måtte sættes i gang, den lovformelige fredlysning og, for de middelalderlige monumenter, restaureringen under kyndig ledelse. Det var allerede for de mindesmærker, som ligger på stats- og herregårdsjord, nået langt frem, da Worsaae i erkendelse af, at fuldendelsen af arbejdet dog overgik en enkelt mands kraft, i 1873 fik organiseret en gennemgribende undersøgelse af hele landet i forbindelse med fredlysning af de vigtigste monumenter, hvorom man herved fik kundskab, idet han bevægede Rigsdagen til hertil at yde en betydelig, senere stadig fornyet bevilling (se herom: Om Bevaringen af de fædrelandske Oldsager og Mindesmærker i Danmark (1877) af Worsaae og Fortegnelse over Mindesmærker, fredlyste 1876-85 (udgivet officielt af museet)).
På hans virksomhed ved de kirkelige mindesmærker blev de skiftende personlige forhold derimod ikke uden indflydelse, idet i 1861 de vigtigste middelalderlige mindesmærker, især domkirkerne, henlagdes under en særlig kommission, hvori Worsaae ikke havde sæde. Dette varede dog kun til Niels Laurits Høyens død 1870, idet Worsaae da indtog hans plads og dermed atter fik ledelsen. Endelig skal det, skønt det blev uden praktiske følger, anføres, at han 1879 indtrådte i den kommission, som, efter at et regeringsforslag havde lidt skibbrud, skulle fremsætte forslag om nybygninger for de offentlige samlinger. Worsaae udarbejdede til den udførlige kommissionsbetænkning detaljerede planer for et nyt museum, som han mente bedst kunne henlægges til pladsen foran Rosenborg.
Samtidig fortsattes også den videnskabelige forfattervirksomhed, om end, som det måtte ventes, i noget mindre omfattende grad. I 1852 blev han medlem af Videnskabernes Selskab og 1860 af Det kongelige danske Selskab for Fædrelandets Historie. I Oldskriftselskabet foretog han fra 1866 et reorganisationsarbejde og førte det ind på det spor, som siden er fulgt. Af hans egne arbejder fra denne periode skal nævnes som de betydeligste "Ruslands og det skandinaviske Nordens Bebyggelse og ældste Kulturforhold" (1872), og det endnu mere omfattende "Fra Sten- og Broncealderen i den gamle og den nye Verden" (1879) (begge i Aarbøger for nordisk Oldkyndighed og Historie). Endvidere samlede han for anden gang den arkæologiske viden i en hovedsum i skriftet Nordens Forhistorie (1881). Endelig skyldes der Worsaae et betydeligt antal af populære skrifter. Uheldigt var derimod, som Worsaae senere selv erkendte, forsøget på at benytte den nordiske mytologis fortællinger som forklaring til fremstillingerne på guldbrakteaterne (Aarbøger for nordisk Oldkyndighed og Historie 1870), og det samme gælder det (ikke udkomne) arbejde, hvori han ville tyde Guldhornene på lignende måde.
Det var således en rig og stor virksomhed, som det blev Worsaaes lykkelige lod at udfolde. Som han var sjælen i alle foretagender i hans fag her i Danmark, var han Danmarks højt hædrede og af alle anerkendte repræsentant på en lang række af arkæologiske møder i ind- og udland (blandt andet den arkæologiske kongres i København 1869). Han foretog mange mindre rejser, og talrige af hans skrifter nåede den anerkendelse at blive oversat til et eller flere sprog. Til kongehuset vedblev han at stå i nært forhold, og det var vistnok personlig påvirkning, der bevægede ham til i 1874 at indtræde som kultusminister i Ministeriet Fonnesbech. Ministeriets arvede fra dets forgænger meget vanskelige forhold, der gjorde det umuligt at gennemføre nogen lov af betydning. Skønt ukendt med de politiske forhold gjorde Worsaae god fyldest, men foretrak dog, da ministeriet gik af i juni 1875, at træde tilbage i sine tidligere stillinger. Da ministerstillingen hindrede ham i, som oprindelig bestemt, at ledsage kongen til Islands tusindårsfest 2. august 1874, udfyldte, efter Worsaaes forslag, Japetus Steenstrup hans plads.
Om Worsaaes personlighed er eftertidens dom i sjælden grad enstemmig. Han ejede en overlegen administrativ dygtighed, parret med en stor hensynsfuldhed over for andre. Som embedsmand var han præcis og hurtig, i sin dom mild og overbærende. Hans hele virksomhed var båret af en dyb fædrelandskærlighed, der dog ikke hæmmede hans evne til at se på udlandet uden fordomme. Han havde en lykkelig sproglig form i skrift som i tale, i den videnskabelige diskussion, som ved den festlige højtid. Hans optræden var formfuld. Modstanderne vidnede, at han var ridderlig og nobel. Alt dette, hvoraf også hans ydre bar præget, måtte gøre ham til en tiltalende personlighed, og det er da også sikkert, at han, trods sin hurtige og glimrende løbebane, kun havde få uvenner. Fremmed for al smålighed, som han var, turde det vistnok siges, at livet for ham fik et sjældent lykkeligt forløb.
Ligesom Worsaae i ind- og udland nød en anseelse, der til det sidste var stigende, måtte også høje ydre udmærkelsestegn tilfalde ham. Her skal fra de senere år kun nævnes, at han 1869 efter den arkæologiske kongres i København, hvis præsident han var, modtog kommandørkorset af Dannebrog af 2. grad, 1871 af 1. grad efter kongressen i Bologna, hvor han blev udnævnt til æresborger. I 1875 blev han kammerherre, 1882 storkors af Dannebrog. Dertil kom, at han naturligvis var æresmedlem af talrige lærde og litterære selskaber i udlandet.
Den 17. oktober 1857 ægtede Worsaae Jacobine Severine Grevenkop-Castenskiold (2. april 1838 – 2. oktober 1910), datter af kammerherre Caspar Holten Grevenkop-Castenskiold til Hagestedgård ved Holbæk. På Hagestedgård tilbragte han mange lykkelige dage, og her bortkaldtes han, endnu i sit livs fulde kraft og midt i sin store virksomhed, pludselig ved et hjerteslag. Et mindesmærke for ham, et bronzerelief med symbolske bronzefigurer og Worsaaes portrætmedaljon, modelleret af billedhuggerne Stephan Sinding og Th. Stein, blev foreløbig afsløret august 1889 og er senere opsat i muren i den åbne gård i Prinsens Palais.

## Historiske afhandlinger
Kun 20 år gammel offentliggjorde Worsaae sin første historiske afhandling, der var bygget på studier af aktstykker, der opbevaredes i rådstuen i hans fødeby: "Bidrag til Veile Byes og Amts Historie i det syttende Aarhundrede" (i Historisk Tidsskrift 1. række, bind 2, s. 175-258). Worsaaes senere historiske arbejder hvilede dog ikke på arkivstudier, selvom hans stilling ved Rosenborg Slot gav ham anledning til at offentliggøre Kong Christian V's Testamenter som Tillæg til Kongeloven (1860) og "Et Par smaa Bidrag til Dronningerne Sophie Magdalenes og Caroline Mathildes Historie" (Historisk Tidsskrift 3. række, bind 5).
De historiske emner, som Worsaae behandlede, stod i nøjeste forbindelse med studiet af oldsagerne og mindesmærkerne. Øverst blandt disse arbejder står hans Minder om de Danske og Nordmændene i England, Skotland og Irland (1851). Bogen var en frugt af hans ophold på de britiske øer 1846-47. Han havde nøje studeret de i samlingerne bevarede oldsager, set sig udmærket om blandt mindesmærkerne i disse lande, ligesom han også flittig havde konsulteret litteraturen. En stor mængde ukendte oplysninger var samlet sammen, og frem for alt var der anvendt god kritik på stoffet, han havde været forsigtig i sine gisninger og dernæst haft ret i sine hovedresultater. Med stor upartiskhed havde Worsaae tildelt enhver af de to nationer de minder og den indvirkning på datidens befolkning som tilkom dem, hvad der også varmt anerkendtes af norske historikere. Bogen, der er skrevet i en livlig og beåndet fremstilling, udkom tillige på engelsk og tysk og fik en stor og langvarig betydning for studiet af disse forhold.
Efter at have foretaget en rejse i Nordfrankrig for også her at forfølge vikingernes spor, skrev Worsaae Den danske Erobring af England og Normandiet (1863), hvori frugterne af disse studier blev optaget. Dette skrift gav i øvrigt en almindelig fremstilling af de danskes vikingetogter til Vesteuropa og af de grundede rigers historie, uden at dog kildeskrifterne var undergivet en ny behandling. Worsaae kom atter tilbage til dette emne i det mindre skrift De Danskes Kultur i Vikingetiden (1873), hvori han ved hjælp af oldsagerne gav et glimrende billede af dette tidsrum.
Man mærker af disse skrifter, hvor lykkelig Worsaae følte sig ved at kunne fremdrage minder, som nationen kunne være stolt af. Sin brændende kærlighed til land og folk viste Worsaae da også i kampårene under Treårskrigen. Han skrev om Dannevirke i Antislesvig-holstenske Fragmenter (bind fem, 1848), Om Danebrog (1849) og Jyllands Danskhed, en Protest mod Jacob Grimms nye tyske "Folkeret" (1850). Mod P.A. Munch skrev han de rammende stridsskrifter: Om en forhistorisk, saakaldet "tysk" Befolkning i Danmark (1849) og Svar paa Prof. P.A. Munchs andet Stridsskrift om "Skandinavismen" (1849). I denne sammenhæng kan også nævnes afhandlingen Hvor stod Lyrskovslaget? (1852) og universitetsprogrammet fra 1865: Om Slesvigs eller Sønderjyllands Oldtidsminder.
I sin stilling som inspektør over de antikvariske mindesmærker arbejdede han med stor iver for, at Danmarks kirkers arkæologiske og kunsthistoriske forhold kunne blive undersøgt. Han søgte at
fremdrage kalkmalerier og fik af Rigsdagen (fra 1883) en særlig bevilling hertil. Selv offentliggjorde han flere undersøgelser herover. Således gav han i Videnskabernes Selskabs Oversigter (1855) meddelelser om minder fra Valdemarernes tid; han skrev i værket Kongegravene i Ringsted Kirke om Ringsted Kirke som gravsted for den gamle danske kongeslægt (1858) og i Danske Mindesmærker om Kalundborg Kirke (1860), Fjenneslev Kirke ved Sorø (1862) og Sørup Kirke i Angel (1866).